# Rose Wilder Lane

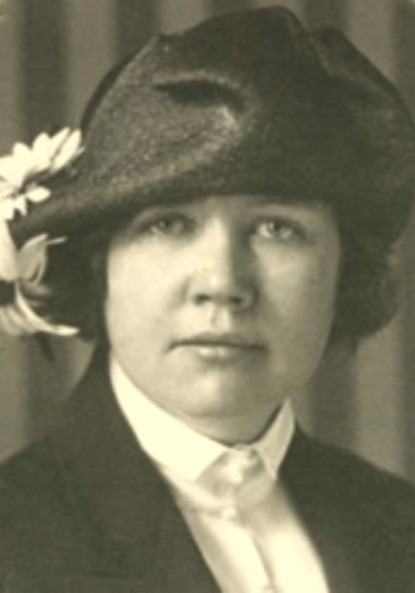
Rose Wilder Lane

Rose Wilder Lane (* 5. Dezember 1886 in De Smet, Dakota-Territorium; † 30. Oktober 1968 in Danbury, Connecticut), Tochter von Almanzo Wilder und Laura Ingalls Wilder, war eine US-amerikanische Schriftstellerin und politische Theoretikerin.

## Leben
1891 zog sie mit ihren Eltern zu Peter, einem Cousin ihrer Mutter Laura, in Westville, was sie 1922 in einer fiktiven Geschichte (Innocence) verarbeitete. Ein Jahr später zog die Familie wieder zurück nach De Smet, wo sie die Schule besuchte und Schreiben und Lesen lernte. 1894 zogen die Wilders zusammen mit der Familie Cooley und einem Pferdegespann in die Ozarks in Missouri. Lauras Tagebuch dieser Reise wurde von Rose bearbeitet und  als On The Way Home veröffentlicht. Da sich Rose in der Schule langweilte, konnte sie auf Veranlassung ihrer Mutter zu Hause lernen.
1903 zog Rose zu ihrer Tante Eliza Jane nach Crowley, Louisiana, um dort die High School zu besuchen. Ein Jahr später schloss sie ihre Schulausbildung ab, erlernte die Telegraphie und erhielt eine Arbeitsstelle bei der Western Union in Kansas City. Drei Jahre später arbeitete sie in Mount Vernon in Indiana. Sie zog 1908 nach San Francisco und arbeitete dort als Reporterin für das San Francisco Bulletin. Sie ehelichte den im selben Haus wohnenden Gillette Lane am 24. März 1909. Danach zogen sie nach Kansas City, wo Rose für die Kansas City Post arbeitete. 1910 brachte sie einen Jungen zur Welt, der aber kurz nach der Geburt starb; sie bekam später keine Kinder mehr. Die Eheleute zogen wieder zurück nach San Francisco. Rose machte dort beruflich Karriere, aber sie und ihr Ehemann fanden immer weniger Zeit füreinander.
Rose begann mit dem Verfassen von Kurzgeschichten, unter anderem auch Kolumnen für das San Francisco Bulletin. 1917 veröffentlichte Rose ihr erstes Buch, Henry Ford’s Own Story. 1918 erfolgte die Scheidung von Gillette. Rose zog daraufhin nach Greenwich Village, New York, und arbeitete als Ghost-Autor für Frederick O’Brien’s White Shadows on the South Seas. The Making of Herbert Hoover schrieb sie unter ihrem eigenen Namen. Nach dem Ersten Weltkrieg wurde Rose Reporterin für das Amerikanische Rote Kreuz, um über die Bedingungen der im Krieg zerrissenen Länder zu schreiben. Während dieser Zeit traf Rose zwei Frauen, die ihre nächsten Freunde wurden, Dorothy Thompson und Helen „Troub“ Boylston, die später durch die Sue-Barton-Jugendbücher bekannt wurde. Rose bereiste viele Länder, bevorzugte aber Albanien. Dort lernte sie den kleinen albanischen Jungen Rexh Meta kennen, den sie später unterstützte, damit er eine Schulausbildung auf dem College machen konnte.
1924 kehrte Rose zur Rocky Ridge Farm in Mansfield, Missouri zurück und schrieb die Romane Cindy und Hill Billy. Unzufrieden in Missouri, kehrte sie mit Helen Boylston nach Albanien zurück.
Wegen der instabilen Situation 1928 kamen beide wieder nach Missouri auf die Farm zurück, die sie für ihre Eltern hatte bauen lassen. 1929 verlor sie viel Geld im Börsenkrach, so dass sie wieder mit dem Schreiben anfing.
Rose ermutigte ihre Mutter ebenfalls zu schreiben und so schrieb Laura die Geschichten ihrer Kindheit auf der Grundlage ihres Tagebuchs nieder und nannte diese Pioneer Girl. Rose suchte für ihre Mutter einen Verleger, den sie erst fand, als Laura ihre Bücher in Kindergeschichten umgeschrieben hatte. Little House in the Big Woods (deutsch Unsere kleine Farm) erschien.
Rose verfasste 1933 Hurricane Roar und 1938 Free Land und schrieb in dem Buch Old Town über ihre Kindheit in Mansfield. 1938 zog Rose nach New York, dann nach Danbury, Connecticut, wo man politisch auf sie aufmerksam wurde, als sie The Discovery of Freedom schrieb. 1943 traf sie auf Roger Lea McBride, einen Sohn ihres Herausgebers, der sie später „Grandma“ nannte; er wurde ihr Anwalt und Erbe. Ihre Mutter Laura starb 1957 und sie versuchte, die Rocky Ridge Farm in Mansfield als Andenken für ihre Mutter zu bewahren. Rose ging 1965 als Kriegskorrespondentin nach Vietnam. 1968, drei Jahre später, plante sie eine Reise nach Europa, die sie aber nicht mehr antrat. Einen Tag davor starb sie.

## Werke (Auswahl)
Auf Deutsch erschienen unter anderem:
- Der große Ausbruch aus Folsom Prison, Asperg Killroy Media, 2008
- Die amerikanische Revolution, ein Fanal der Freiheit, Luxemburg Sankt-Paulus-Druckerei, 1984
- Lasst den Sturm nur heulen, Wiesbaden Der Greif, 1947